# Raimund Merker
Raimund Merker (* 1965) ist ein Altertums- und Theaterwissenschaftler und Dramaturg.

## Theater
1989 zog er von Deutschland nach Österreich, wo er Schauspiel und Dramaturgie  am Konservatorium Wien Privatuniversität und an der Universität für Musik und darstellende Kunst Wien studierte. Seine ersten Theatererfahrungen machte er zuvor als Regie- und Dramaturgieassistent am Staatstheater Darmstadt. Schon während seines Studiums wurde er an das Theater der Jugend (Theater im Zentrum, Renaissancetheater) engagiert.
Nach seiner Ausbildung führten ihn Engagements an verschiedene Stadt- und Staatstheater, u. a. nach Bremen, Bremerhaven, Tübingen, München, Darmstadt, Mühlheim und wieder nach Wien (Volkstheater, Theater der Jugend, Scala, wie auch an die Wiener Staatsoper und an die Vereinigte Bühnen Wien), wo er mit unterschiedlichen künstlerischen Aufgaben – auch vielfach in leitender Funktionen – betraut war.

## Universität
Parallel zu seiner künstlerischen Tätigkeit studierte er an den Historisch- und Philologisch-Kulturwissenschaftlichen Fakultäten der Universität Wien, Rom und Tübingen eine Fächerkombination aus Theater- und Zeitgeschichte, Ur- und Frühgeschichte, Klassische Archäologie, Klassische Philologie, Alte Geschichte und Altertumskunde welches er mit einer Promotion in Alter Geschichte abschloss. Die Rekonstruktion von Darstellungs- und Produktionstechniken des antiken Theaters, die griechisch-römische Kulturgeschichte, die Figurationsverhältnisse in der politischen Welt der Antike wie auch die Rezeptionsgeschichte bilden seine Arbeits- und Forschungsschwerpunkte an der Universität Wien, wo er seit 2006 als Prae- und Post-Doc, Senior Scientist und Projektleiter beim FWF-Projekt „Real – Abstract – Imaginary“ tätig war/ist. Seine Forschungen führen ihn u. a. nach Griechenland, Italien, Deutschland, die USA und England. Zwischen 2018 und 2021 absolvierte er ein Online-Doktorats-Studium an der School of Security and Global Studies der American Military University (AMU). Die AMU ist eine öffentliche Hochschule, die zum American Public University System (APUS) gehört und in Charles Town (West Virginia) ihren Verwaltungssitz hat.

## Werke (Monographien)
- Antike Theaterszenen und ihre modernen Pendants. Der Versuch eines ikonographischen Vergleiches, Universität Wien 2005.
- Hinter der Maske des Feldherrn. Szenische und charakterorientierte Aspekte zur Agamemnonfigur bei Aischylos, Sophokles und Euripides, Freiburg u. a. 2011, ISBN 978-3-7930-9617-7. (überarbeitete Dissertation, Universität Wien, 2009)
- als Hg. Epos – Drama – Epos, Festschrift für Herbert Bannert, Praesens Verlag, Wien 2016, ISBN 978-3-7069-0893-1.
- Tigellinus, Im Dienste Kaiser Neros zwischen Genuss und Gewalt, Berlin u. a. 2019, ISBN 978-3-631-79001-4.
- Sejanus. Herrscher von Rom. Geachtet – Gefürchtet – Geächtet, Berlin u. a. 2021, ISBN 978-3-631-84119-8.